# Horst Hausotte
Horst „Oreste“ Hausotte (* 9. Januar 1923 in Plauen; † 14. August 2017 in Weimar) war ein deutscher Maler und Grafiker.

## Leben und Wirken

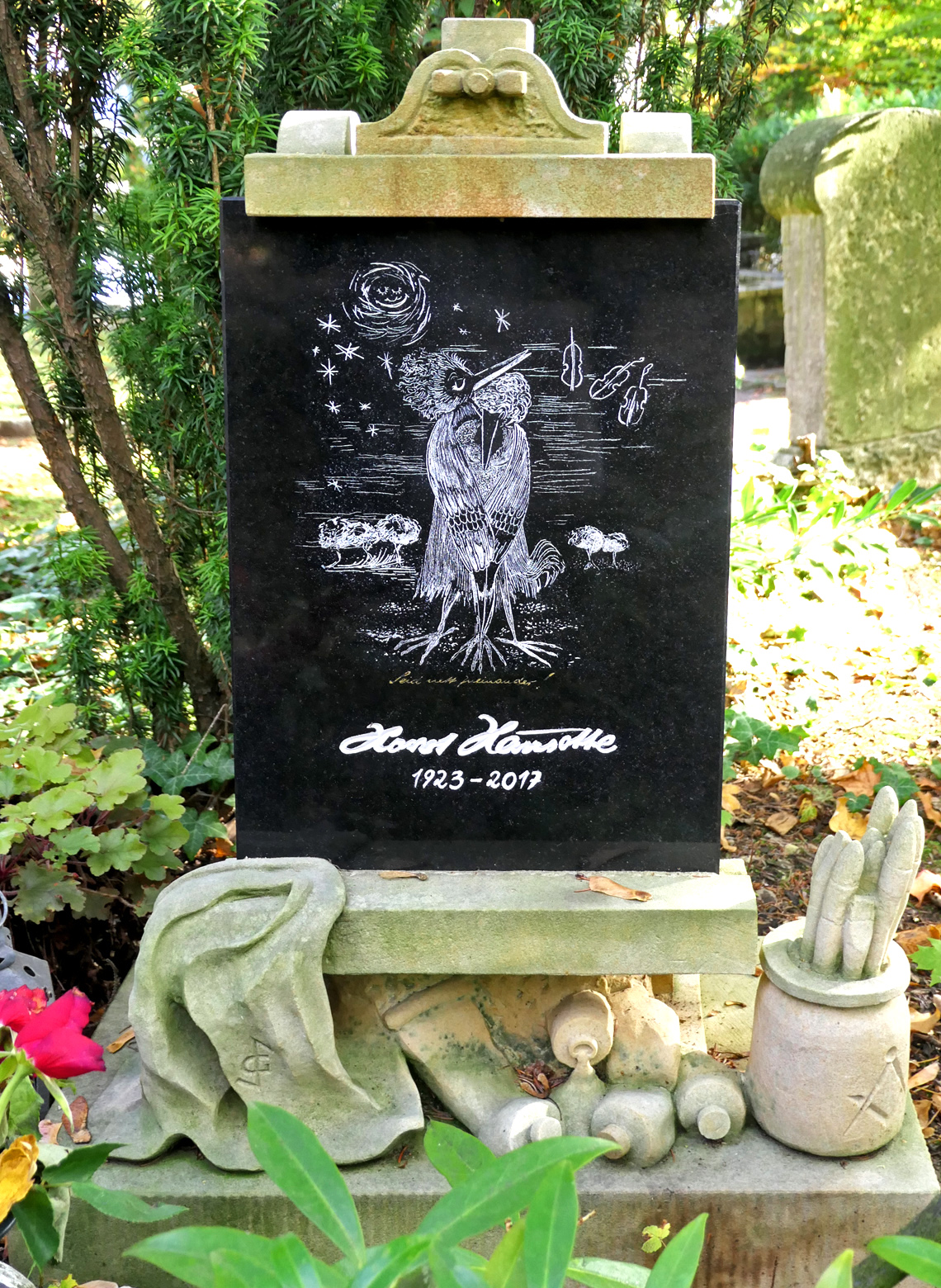
Grabstein auf dem Weimarer Hauptfriedhof

Hausotte absolvierte nach der Volksschule von 1937 bis 1941 ein Studium an der Staatlichen Kunstschule für Textilindustrie Plauen.
Er wurde danach zur Wehrmacht eingezogen und nahm am Zweiten Weltkrieg teil. Nach der Entlassung aus der Kriegsgefangenschaft nach Weimar 1947 bildete er sich autodidaktisch künstlerisch zum Maler und Grafiker weiter, und er baute sich eine Grafikwerkstatt auf (Mein erstes Atelier, Öl auf Leinwand, 1948).
Hausotte war ab 1952 Mitglied des Verbands Bildender Künstler Deutschlands und ab 1966 Vorsitzender des Bezirksverbandes Erfurt. Von 1969 bis 1991 war Hausotte Vorsitzender der Genossenschaft Bildender Künstler Lucas Cranach in Weimar, der größten unabhängigen Künstlergenossenschaft der DDR, und er gründete 1979 die genossenschaftseigene Galerie im Cranach-Haus. Der parteilose Künstler wurde 1981 mit dem Literatur- und Kunstpreis der Stadt Weimar geehrt. Auch an der Weimarer Mal- und Zeichenschule und im Mal- und Zeichenzirkel des Apoldaer Kunstvereins war er tätig. 1992 wurde er Mitglied im Bundesverband Bildender Künstlerinnen und Künstler.
Ein zweiter Wohnsitz ab 1998 in der Toskana verlieh seinem künstlerischen Schaffen neuen Schwung. Nach langer Krankheit starb Hausotte 2017 in Weimar. Seine Grabstätte befindet sich auf dem dortigen Hauptfriedhof.

## Werk
Hausottes Vorliebe galt der Landschafts- und Aktmalerei. In den späten 1950er und frühen 1960er Jahren ging er wie viele seiner Weimarer Künstlerkollegen (z. B. Alfred Ahner, Otto Knöpfer, Otto Paetz) aufs Land und in die Produktion. Es entstanden Bilder mit dynamischer Bewegung und farblicher Expressivität wie z. B. Freundliche Schweinerei in Merxleben, Nachtdrusch, Der Schmiedehammer. Motive fand er bei Reisen nach Bulgarien, Frankreich, Tunesien, Namibia, Spanien oder Italien wie auch bei längeren Aufenthalte in der Toskana (Städte, Brücken, Berge, Wüste, Meer), die er in unterschiedlichen Techniken und Abstraktionsgraden umsetzte. Viele seiner Werke befinden sich in Museen, Sammlungen und Archiven, z. B. Klassik Stiftung Weimar, Angermuseum Erfurt, Lindenau-Museum Altenburg, Museum für Deutsche Geschichte Berlin, Stadtarchiv Weimar. Einen Namen machte er sich als Illustrator von Kriminalromanen, Sagen sowie Kinder- und Jugendbüchern.
Seine Werke waren in Einzelausstellungen sowie Ausstellungsbeteiligungen weltweit (z. B. Moskau, Paris, Finnland, Ghana, Indonesien, Japan, Polen) zu sehen.

### Werke (Auswahl)

#### Tafelbilder in Museen und öffentlichen Sammlungen
- Nachtdrusch (1959, Öl, 82 × 115 cm; Thüringer Museum Eisenach, Inv. 16261)
- Kleiner Hafen (1959, Öl, 50,5 × 61 cm; Brandenburgisches Landesmuseum für moderne Kunst, Frankfurt/Oder, Inv. 97)
- Stabpuppen (1994, Öl, 60 × 80 cm; Eichsfeldmuseum Heiligenstadt, Inv. 03541)
- Häuser von Baloshitz / Bulgarien (1958, Tempera, 30,5 × 43 cm; Kunstsammlung Jena, Inv. II, 75)
- Hafen (1956, Öl, 50 × 54,5 cm; Kunstsammlungen des Zentralinstituts für Mikrobiologie und experimentelle Therapie (ZIMET) in der Kunstsammlung Jena, Inv. VI, 956)
- Schlepper (1956, Öl, 47 × 62 cm; Kunstsammlungen des ZIMET, Inv. VI, 1048)

#### Weitere Werke der Malerei, Zeichenkunst und Druckgrafik
- Schlepper (Öl, 33 × 49 cm; auf der Vierten Deutsche Kunstausstellung)[7], Gabriele (44 × 35 cm; auf der Vierten Deutsche Kunstausstellung), 1956 Blick aus dem Atelier im Winter, 1960 Sonnenblumen, 1965 Hamburger Brücke, 1977 Weimarer Brücken, 1982 Baku, 1987 Feuervogel, 1992 Schneeschmelze, 1995 Dünen in Namibia, 1997 Vulkanische Strukturen.
- Lithografie: Ostseehafen (34 × 45 cm; auf der Vierten Deutsche Kunstausstellung)[8], 1960 Aus Ostseehäfen, 1986 Thüringer Dorfstraße.
- Zeichnung, Aquarell, Mischtechnik: 1957 Stadt im Regen, 1959 Hafenansicht, 1960 Der Mime, 1965 Wohnmaschine, 1980 Montmartre, 1982 Frauenakt, Männerakt, 1985/86 Raben-Karikaturen, 1987 Wir geben Bäume für Beton, Bauvariationen, 1997 Gewitterstimmung am See, Ilmbrücke.
- Radierung: 1982 Landschaft.
- Collage: 1991 Blaue Wolke, Elementares, Befreiung.

Buchillustrationen
- Greifenverlag Rudolstadt – Hans Joachim Malberg 1965: Weimarer Kaleidoskop, Karl Wenig 1966: Es sagt aus alten Tagen – Ein neues Thüringer Sagenbuch, Johanna Herzfeldt (Übers.) 1968: Das Chinesische Dekameron (Jingu qiguan), Paul Elgers 1972: Jungfrau Johanna (2 Bände), 1983: Ein Giftpilz für die Kaiserin.
- Knabe Verlag Weimar, Knabes Jugendbücherei (20 Titel ab 1954) – Horst Blume 1957: Das Gold der Fürsten, Gottfried Herold 1967: Juliane und der Ferienbär, Gottfried Keller 1968: Kleider machen Leute, Aleksandr Voronkov 1969: Der silberne Ring, Tichon Semuškin 1972: Aiwams Abenteuer.

## Ausstellungen (unvollständig)
Einzelausstellungen
- 1954: Lindenau-Museum, Altenburg
- 1957: Internationale Kunstausstellung, Moskau
- 1961: Angermuseum, Erfurt
- 1962: Schlossmuseum Gotha – Schloss Friedenstein
- 1969/1992: Galerie Kunst der Zeit, Leipzig
- 1975: Galerie Maxhütte, Unterwellenborn
- 1978: Kunstkabinett am Goetheplatz, Weimar (Katalog)
- 1981: Galerie Genossenschaft Bildender Künstler, Dresden
- 1983/1989/1993: Galerie im Cranach-Haus, Weimar (Katalog)
- 1986: Galerie am Boulevard, Rostock
- 1988: Rathausgalerie, Viernheim und Galerie Staatlicher Kunsthandel, Plauen
- 1991: Galerie des Kulturzentrums, Bratislava
- 1992/1996: Galerie der Stadtbibliothek, Bremen
- 1993: Saale-Galerie, Saalfeld und Galerie des Kunstvereins, Wuppertal-Barmen
- 1996: Logenhaus, Hamburg
- 1998: Horst Hausotte, Malerei – Grafik, Galerie im Cranach-Haus, Weimar (Katalog)[6]
- 2013: Horst Hausotte – Wie ein roter Faden..., Schlossmuseum Arnstadt[1]
- 2017: Horst Hausottes Streifzüge durch das Weimarer Land, Azurit-Seniorenheim, Weimar-Schöndorf[9]

Teilnahme an zentralen und wichtigen regionalen Ausstellungen in der Sowjetischen Besatzungszone und in der DDR
- 1948: Weimar, Schloss („Künstler schaffen. 1945–1948“)

- 1957: Berlin, Ausstellungspavillon Werderstraße („Junge Künstler“)

- 1958: Dresden, Vierte Deutsche Kunstausstellung
- 1975: Erfurt, Bezirkskunstausstellung
- 1979: Berlin, Ausstellungszentrum am Fernsehturm („Die Buchillustrationen in der DDR. 1949–1979“)

## Ehrungen und Preise
- 1957 Silbermedaille für Farbgrafik, Internationale Kunstausstellung Moskau
- 1969: Medaille für Verdienste im künstlerischen Volksschaffen
- 1970: Aktivist
- 1981 Literatur- und Kunstpreis der Stadt Weimar